# Bârla, Bistrița-Năsăud
Bârla (în dialectul săsesc Birldref, în germană Berldorf, Biereldorf, Berlsdorf, Berleten, în maghiară Berlád) este un sat în comuna Mărișelu din județul Bistrița-Năsăud, Transilvania, România.
Este situată la 47°00'45.8" latitudine N 24°33'33.3" logidutine E și are o populație de 353 locuitori (la recensământul din 2011). Bârla are o istorie inseparabila de a celorlalte sate ale acestei regiuni cu o anumită specificitate de geografie și viață socială, regiunii i s-a zis și i se mai zice și “După Târg” sau “Țara Colinelor”.
Localitatea a fost atestată documentar la data de 28 iulie 1319(1) într-un document al regelui Ungariei, Carol Robert prin care moșia este luată de la Andrei, fiul necredincios și data magistratului Toma, contele de Sirmiu de Bac și de Arad pentru devotament și serviciile aduse.
În anul 1445(2), satul ajunge în stăpânirea lui Iancu de Hunedoara, la 1600 satul avea 30 de familii. Incidentele legate de acțiunile trupelor lui Basta și ciuma care le-a însoțit au depopulat satul. La 1721(2), satul avea numai 11 familii. Conform circumscripției lui Klein din 1733 au fost înregistrate 25 de familii de romani cu doi preoți, părintele Blaga și părintele Simion, și o biserică de lemn. În anul 1890(2), satul cuprindea 101 case, cu 450 locuitori, dintre care: 256 ortodoxi, 190 greco-catolici și 4 izraieliți.
Departe de centrele aglomerate cu o populație străină, satul este un muzeu de conservare a vieții rurale românești. A fost refuzat parcă orice flux extrinsec și civilizator. Cerbicia a fost învinsă parțial prin emigrarea tinerilor în America aproximativ prin anul 1912. Aceștia au reușit să lucreze și să câștige bine, banii trimiși acasă folosindu-se în primul rând pentru cumpărarea de pământ. Majoritatea s-au întors acasă, puțini au fost cei care au rămas și s-au stabilit în America sau au decedat acolo (Ioan Suciu - decedat în anul 1926). A fost o perioadă bună pentru locuitorii satului, lucru marcat prin ridicarea unui monument de piatră situat în vârful dealului la intersecția dintre “Calea Sașului” și “Drumul Țării”. Pe monument sunt inscripționate numele celor care au contribuit la cumpărarea celor 150Ha de pășune de la groful din Sieu.
Fata de satele invecintate pentru Barla mai pronuntata a fost izolarea sau ramanerea in acelasi statut iobagesc, neintegrandu-se in regimul granicesc nasaudean, la confesia greco-catolica nu adera decat o parte a populatiei. Satul a iesit mai greu la lumina dupa evenimentele din 1848-1849 si mai ales dupa Marea Unire din 1918.
Din vremuri vechi avea o biserică (la un moment dat chiar două) în jurul căreia a existat o școală confesionale. Este de amintit familia de dascăli Șuteu, dar în primul rând Grigore Șuteu care l-a urmat la clasă pe tatăl său, iar pe el l-a urmat un fiu. Biserica ortodoxă consemnată abia în anul 1733, în Circumscripția lui Klein, era situată lângă actualul cămin cultural. În anul 1890 a fost renovată și s-a construit turnul de lemn, iar în anul 1954 a fost donată locuitorilor români din Monariu. În biserica renovată se țin și astăzi slujbe. Pe locul vechii biserici s-a ridicat un mic monument cu piatră de altar. După interzicerea cultului greco-catolic, biserica construită și sfințită în anul 1902 a fost preluată de cultul ortodox. (3), (4), (5)
Construirea căii ferate Sărățel-Deda între anii 1940-1944, a drumului Bistrița-Reghin a permis integrarea în diverse circuite economice mai târziu. Agricultorii și ciobanii din strămoși, locuitorii din Bârla practică aproape neștirbit îndeletnicirile economice de bază. Tinerii pleacă spre oraș la muncă în zori și vin în amurg, sunt în multe privințe oaspeți în casele lor. O parte a tineretului se stabilește în zone urbane sau pleacă în străinătate unde își croiesc alte rosturi decât ale înaintașilor.
În amintirea eroilor din cele două războaie mondiale, s-a ridicat în centrul satului un monument (în anul 2007) prin grija preotului Ștefan Borodi.
Referințe:
1. Documente privind istoria României, seria C. Transilvania vol I-VI (1075-1350), București 1951-1953
2. Document de la Primăria Mariselu
3. Teodor Tanco, Virtus Romana Redivivus
4. Documente de la Mitropolia Clujului, Maramureșului și Satmarului
5. Documente de la Episcopia Greco- Cluj

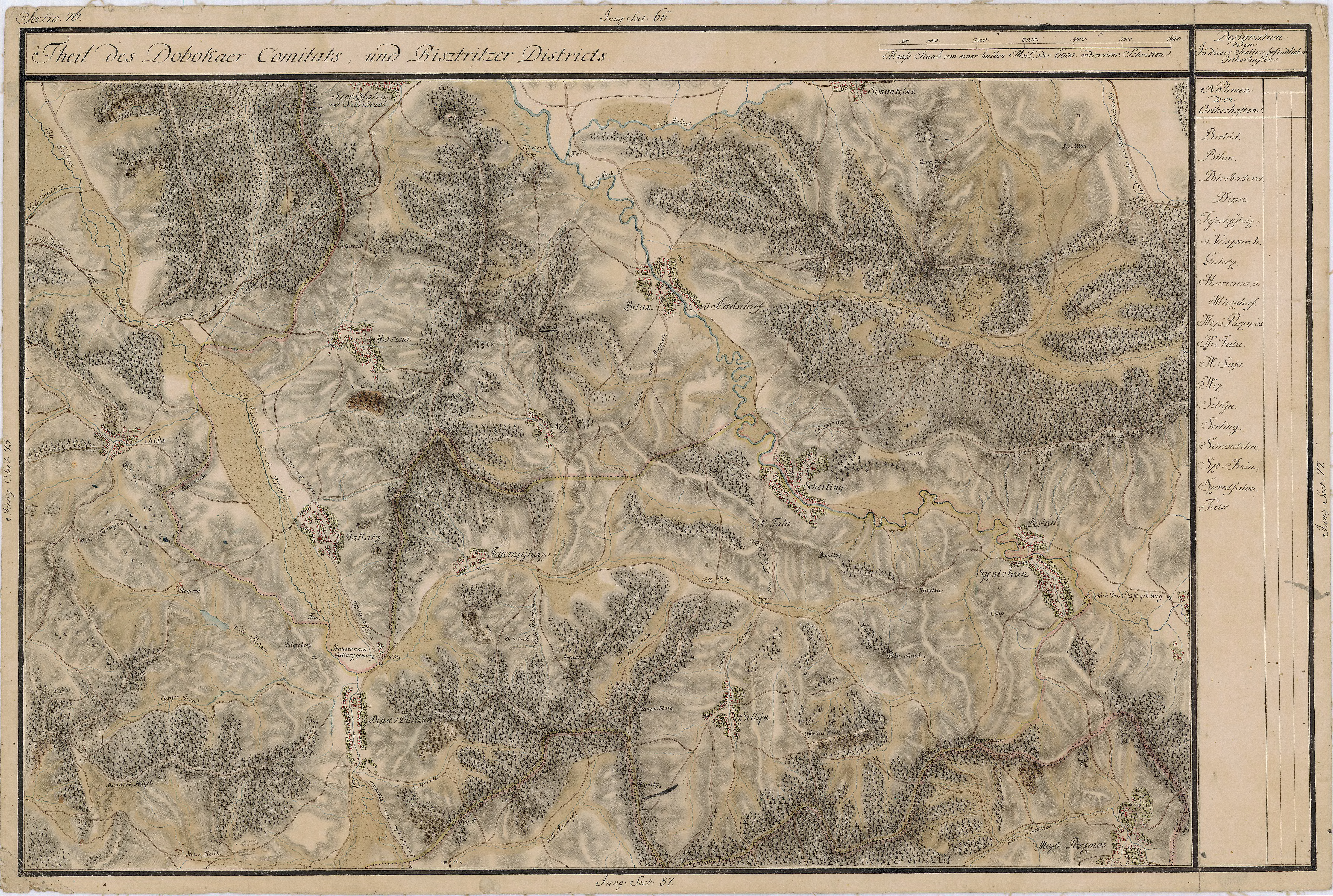
Bârla în Harta Iosefină a Transilvaniei, 1769-73